# 磺内酯

常见的磺内酯：1,3-丙烷磺内酯

在有机化学中，磺内酯为羟基磺酸的环状磺酸酯，主要存在四元，七元环化合物，有时也有五元环化合物。
它们通常为存在时间短暂的中间体，属于可引入带负电荷的磺酸酯基团的强烷基化试剂。
在水的存在下，该化合物会缓慢水解为相应的腐蚀性羟基磺酸。磺内酯化合物在加热时可分解产生具有毒性和恶臭的二氧化硫烟雾。
磺内酯被分类为：具毒性，致癌性，致突变，致畸性的化合物。